# José Luis Merino
Pour les articles homonymes, voir Merino.
José Luis Merino (né le 10 juin 1927 à Madrid et mort le 2 juillet 2019 dans la même ville) est un réalisateur et scénariste espagnol.

## Biographie
Assistant réalisateur dans les années 1950, José Luis Merino a tourné des western spaghetti et des films d'aventure dans les années 1960.
Il a parfois utilisé les pseudonymes J. L. Merino Boves ou Joseph Marvin.
Son frère Fernando Merino est également réalisateur.

## Filmographie (sélection)

### Réalisateur
- 1958 : Aquellos tiempos del cuplé (es)
- 1960 : El vagabundo y la estrella (es)
- 1964 : Alféreces provisionales
- 1966 : Per un pugno di canzoni (ou Europa canta)
- 1967 : Sang et Or (de) (Frontera al sur)
- 1968 : Requiem pour Gringo (Réquiem para el gringo)
- 1968 : Colpo sensazionale al servizio del Sifar (it)
- 1969 : Panzer division (it) (La battaglia dell'ultimo panzer)
- 1969 : La Patrouille des sept damnés (Comando al infierno)
- 1969 : Z comme Zorro (La última aventura del Zorro)
- 1970 : Os cinco Avisos de Satanás
- 1970 : La Furie des Kyber (La furia dei Khyber)
- 1970 : Les Nouvelles Aventures de Robin des Bois (Robin Hood, l'invincibile arciere)
- 1970 : Des dollars pour McGregor (Ancora dollari per i MacGregor)
- 1970 : Le Monstre du château (Il castello dalle porte di fuoco)
- 1970 : Le Commando des braves (Consigna: matar al comandante en jefe)
- 1971 : Zorango et les comancheros (Zorro il cavaliere della vendetta)
- 1971 : El Zorro de Monterrey
- 1972 : La rebelión de los bucaneros (it)
- 1972 : Les Orgies macabres (La orgía de los muertos)
- 1974 : Juegos de sociedad
- 1974 : Tarzán en las minas del rey Salomón
- 1974 : Juan Ciudad: ese desconocido
- 1976 : Sábado, chica, motel ¡qué lío aquel!
- 1977 : Marcada por los hombres
- 1979 : Siete cabalgan hacía la muerte
- 1982 : Dejadme vivir (court-métrage)
- 1983 : USA profession tueur (USA, violación y venganza)
- 1983 : La avispita Ruinasa
- 1984 : Gritos de ansiedad
- 1990 : Superagentes en Mallorca

### Scénariste
- 1968: Django spricht kein Vaterunser (Quel caldo maledetto giorno di fuoco)